# 德茨巴赫
德茨巴赫（發音：[ˈdœʁtsbax]）是德国巴登-符腾堡州斯图加特行政区霍恩洛厄县的市镇，面积32.35平方千米，2023年12月31日人口为2,597人。